# さいだん座ミュー星d
さいだん座μ星d（さいだんざミューせいd、Mu Arae d）またはHD 160691 dは、さいだん座μ星の周囲を公転する太陽系外惑星である。国際天文学連合 (IAU)が定めている正式名称はRocinante (発音:[ˌrɒsəˈnæntiː])である。

## 特徴
木星質量の半分程度で、主星から0.921天文単位の距離を310.55日かけて公転している。主星から受ける紫外線の量は地球が太陽から受ける量と同程度であるが、主星から近いため、表面に液体の水を留めておくことはできない。さらに質量から、この惑星は地表が岩石ではなくガスから成る木星型惑星であると考えられている。

## 名称
2014年7月、国際天文学連合 (IAU)は存在が確定している太陽系外惑星とその恒星に正式名称を与えることを企画した。その過程には一般の人々からのノミネートや投票などもあった。最終的に、2015年12月にIAUはこの惑星の名称がRocinanteに決定されたことを発表した。この名称はスペインのPamplona天文台によって投稿された名前である。Rocinanteの由来は小説ドン・キホーテに登場する馬ロシナンテに由来する。

### さいだん座μ星dかeか
この惑星は天文学者によって現在でもさいだん座μ星eと呼ばれることがある。例えば、NASA Exoplanet Archiveではさいだん座μ星eが軌道長半径約0.9 auであることから当惑星を指す。さいだん座μ星惑星系には4つの惑星が見つかっているが、それぞれ公転周期が638日,9.6日,310日,4200日である。Gozdziewskiらは発見された順に638日,4200日,9.6日,310日の順にb,c,d,eと名付けた。しかし、対してPepeらは公転周期4200日の惑星が発見当時はまだ惑星の存在の確定には早計であると考え、確定してから符号を付けたため、638日,9.6日,310日,4200日の順にb,c,d,eと名付けた。当惑星は公転周期310日であるため、GozdziewskiらのeとPepeらのdがそれに該当する。現在はIAUもPepeらの命名方法を使用しているため、Pepeらの方法が使われる傾向にある。